# 三沙市地名碑
三沙市地名碑位于中華人民共和国海南省三沙市，于2012年在南中国海西沙群岛永兴岛揭碑。
2012年7月24日，在三沙市成立大会暨揭牌仪式之后，三沙市地名碑揭碑仪式在永兴岛码头举行。该碑由黄蜡石制成，重60多吨。在碑正面，右边写着：“中华人民共和国海南省三沙市”，左边写着：“公元二○一二年六月国务院批准设立”，中间是一幅包括三沙市在内的南海诸岛图。碑的背面是落款为“中共海南省委 海南省人民政府”的《三沙设市记》碑文。为庆祝并纪念三沙市的成立，省委、省政府向三沙市赠送了这一地名碑。